# Banu Àssad
Els Banu Àssad (àrab: بنو أسد, Banū Asad, en pronunciació dialectal, Beni Sed, literalment ‘Fills d'Àssad’, ‘Fills d'un lleó’) són una tribu de l'Iraq originada al nord de l'Aràbia Saudita, a la zona al sud del Nafud, més enllà del Jabal Xammar i fins al Wadi Rumma. En aquest territori vivien també els Abs i els Yarbu (tamimites). Estaven emparentats amb els Kinana.
L'esdeveniment primer relacionat amb la tribu fou la revolta al segle vi en què va morir Hujr, fill del darrer gran sobirà de Kinda, i pare del poeta Imru-l-Qays, que va donar un cop mortal al regne de Kinda. El 570 van fer una aliança permanent amb els Tayy i els Ghatafan a la que després van entrar els Dhubyan i més tard els Abs. L'aliança es va trencar al començament del segle VII però l'arribada de l'islam els va tornar a unir.
Una família de la tribu, els Ghanm, van formar part del nucli inicial dels musulmans, però la seva opció no va afectar la tribu en conjunt. El 625 Mahoma va atacar un pou de la tribu a Qatan defensat pel xeic de la sub-tribu dels Faqa, Tulayha. El Banu Àssad van adoptar l'islam empesos per la gana el 630 però van fer apostasia el 732, encara que finalment va tornar a la religió.
Amb les conquestes àrabs els Banu Àssad es van establir a l'Iraq, a Kufa i una part es van barrejar amb els Kufa. També es van establir alguns grups a Síria. Al segle x el xeic Màzyad dels Nashira, subtribu dels Banu Àssad es va establir a la zona d'al-Hilla i un altre xeic, Dubays, es va establir a Hueza (Huwayza) al Khuzestan.
Les guerres sota els buwàyhides van permetre a Alí ibn Màzyad ser reconegut com a vassall dels sultans buwàyhides el 1012/1013. El seu fill Dubays ibn Alí (1018-1082) i el fill d'aquest, Mansur ibn Dubays (1082-1088) foren considerats exemples de noblesa àrab. El cap principal fou el fill del darrer, Sàdaqa ibn Mansur (1086-1108); el va succeir el seu fill Dubays (II) ibn Sàdaqa, que va portar una vida d'aventures i va morir assassinat a Maragha, a la cort del sultà seljúcida Masud ibn Muhammad el 1135. Els seus descendents van romandre com a sobirans a al-Hilla fins al final de la dinastia mazyàdida el 1150. La tribu dels Banu Àssad però va seguir existint; el 1157 van donar suport al sultà Muhàmmad II ibn Mahmud en el setge fracassat de Bagdad (1157) i el califa al-Mústanjid (1160-1170) en revenja, els va expulsar d'al-Hilla el 1163. Revoltats a la rodalia d'aquesta ciutat van rebre l'ajut del Banu l-Muntafik, però finalment es van haver de sotmetre i quatre mil membres de la tribu foren executats i els altres expulsats de la regió. En aquest temps s'havien fet xiïtes i per això no hi va haver pietat en la repressió.
Inicialment dispersos després es van reunir altre cop i al segle xiv i XV vivien a la regió al sud-est de Wasit i després van passar al Djazair al segle xvi, a l'entorn de El-Čebaish. Al segle xix es queixaven de què el seu territori era molt petit i sota direcció del xeic Djenah van avançar vers el 1840 cap a l'est d'Amara, i després sota el seu fill Kheyyun ibn Djenah cap al Petit Medjer; el 1894-1895 foren castigats per forces turques per haver incendiat una vila (Medina) al sud de El-Čebaish, a la riba de l'Eufrates; llavors estaven dirigits per Hasan el-Kheyyun i foren expulsats de les seves terres a El-Čebaish; Hasan va morir a Hor, a Djazair, el 1903. El seu fill Salim ibn Hasan, amb l'ajut d'una família influent (la família de Seyid Talib), va ser reconegut xeic dels Banu Àssad el 1906. El 1919 va restar fidel a Talib i es va oposar al nomenament de Faisal com a rei d'Iraq i el 1924 es va revoltar contra el govern, però fou fet presoner el 1925 i enviat a l'exili; va poder tornar al cap d'uns anys i es va establir a Bagdad.